# Julien Sicot
Julien Sicot (ur. 20 marca 1978 w Fort-de-France) – francuski pływak, specjalizujący się głównie w stylu dowolnym.
2-krotny brązowy medalista mistrzostw świata z Barcelony i Melbourne w sztafecie 4 x 100 m stylem dowolnym. 3-krotny medalista mistrzostw Europy z Sewilli i Madrytu. Medalista mistrzostw Europy na krótkim basenie z Helsinek (srebro w sztafecie 4 x 50 m stylem dowolnym i brąz na 50 m stylem dowolnym). 5-krotny medalista Igrzysk Śródziemnomorskich.
Uczestnik Igrzysk Olimpijskich z Aten (10. miejsce na 50 m stylem dowolnym i 7. miejsce w sztafecie 4 x 100 m stylem dowolnym).